# Adriaan Persons
Adriaan Persons (Breda, 19 juni 1996) is een Nederlandse muzikant, songwriter en producer.

## Levensloop

### Vroege leven
Persons begon met het spelen van de piano op 6-jarige leeftijd en begon later met het schrijven van zijn eigen muziek. Hij studeerde later aan de Herman Brood Academie in Utrecht.

### Carrière
In 2013 nam Persons deel aan het tv-programma X-factor, waar hij het tot de halve finales schopte. In datzelfde jaar trad hij op met Gavin DeGraw in het programma Evers Staat Op van Edwin Evers op Radio 538. Na zijn deelname aan dat programma, begon Persons zijn muzikale carrière als toetsenist van de band Rondé. Naast zijn werk als toetsenist, was hij ook een van de belangrijkste songwriters van de band. Hij heeft bijgedragen aan het schrijven van veel van de nummers van de band, waaronder hun hit "Run". In 2020 verliet Persons de band om zich te concentreren op zijn carrière als songwriter en producer. Hij heeft sindsdien samengewerkt met verschillende artiesten en heeft bijgedragen aan een aantal succesvolle nummers. Een van zijn meest opvallende prestaties is zijn bijdrage als componist/tekstschrijver aan het nummer Perfect van Lucas & Steve, waarvoor hij erkenning kreeg in de vorm van een Buma Award in 2021. Deze song heeft inmiddels meer dan 100 miljoen streams. Ook heeft hij meegeschreven aan hits als Geen tranen meer over, Vanavond doe ik het weer en Wonder door Camille, Nog even niet van Maan en Paracetamollen van Flemming.. Hij verleende ook zijn medewerking aan songs van Di-rect, Ilse DeLange, BLØF, Olivia Trappeniers en Irene Hin.
In het najaar van 2023 bracht Persons zijn eerste eigen solosingle uit, Vanavond komt ze naar mij. Begin 2024 verscheen er een opvolger, genaamd Dopamine.
Naast zijn werk als muzikant en songwriter, is Persons ook actief in de muziekindustrie als onderdeel van het team van Houston Comma, een muziekproductie- en uitgeverijbedrijf. Hij werkt daar als A&R en helpt bij het ontdekken en ontwikkelen van nieuw muzikaal talent.